# Lee Robinson (producteur)
Pour les articles homonymes, voir Lee Robinson et Robinson.
Lee Robinson est un producteur, scénariste et réalisateur australien né le 22 février 1923 à Sydney (Australie), décédé le 22 septembre 2003 à Sydney (Australie).

## Filmographie

### comme Producteur
- 1956 : L'Odyssée du capitaine Steve (Walk Into Paradise)
- 1958 : Le Passager clandestin (The Stowaway)
- 1959 : L'Ambitieuse
- 1966 : Skippy le kangourou ("Skippy") (série télévisée)
- 1971 : Minos 5 ("Barrier Reef") (série télévisée)
- 1972 : Boney (série télévisée)
- 1975 : Shannon's Mob (série télévisée)
- 1977 : Le Vol du pélican ("Bailey's Bird") (série télévisée)
- 1982 : Attack Force Z
- 1982 : Highest Honor

### comme Scénariste
- 1953 : The Phantom Stockman
- 1953 : King of the Coral Sea
- 1958 : Dust in the Sun
- 1958 : Le Passager clandestin (The Stowaway)
- 1959 : L'Ambitieuse
- 1959 : L'Île des réprouvés (The Siege of Pinchgut)
- 1982 : Highest Honor

### comme Réalisateur
- 1953 : The Phantom Stockman
- 1953 : King of the Coral Sea
- 1956 : L'Odyssée du capitaine Steve (Walk Into Paradise)
- 1958 : Dust in the Sun
- 1958 : Le Passager clandestin (The Stowaway)
- 1969 : The Intruders (en)